# Орлов Георгій Михайлович (архітектор)
Георгій Михайлович Орло́в (рос. Георгий Михайлович Орлов; нар. 8 квітня 1901, Курськ — пом. 16 квітня 1985, Москва) — російський радянський архітектор; дійсний член Академії мистецтв СРСР з 1979 року;
член-кореспондент Академії архітектури СРСР у 1950—1955 роках та дійсний член Академії архітектури СРСР у 1956—1963 роках; віце-президент Академії будівництва і архітектури СРСР у 1961—1963 роках, професор з 1969 року, віце-президент у 1967—1969 роках і президент у 1972—1975 роках Міжнародної спілки архітекторів, перший секретар правління Спілки архітекторів СРСР у 1963—1981 роках; почесний член Бразильського інституту архітектури з 1967 року, почесний член Спілки архітекторів Мексики з 1969 року, почесний член Вищої колегії архітекторів Іспанії з 1970 року, член-кореспондент Академії архітектури Франції з 1971 року, почесний член Американського інституту архітектури з 1972 року, почесний член Інституту архітекторів Канади з 1974 року, почесний член Спілки архітекторів Угорщини з 1976 року, почесний член Спілки архітекторів Болгарії з 1978 року. Депутат Верховної Ради СРСР 10-го скликання.

## Біографія
Народився 26 березня [8 квітня] 1901 року в місті Курську (тепер Росія). Після закінчення трудової школи навчався на Вищих будівельних курсах в Курську, потім протягом 1921—1926 років навчався на архітектурному відділенні Московського вищого технічного училища у Віктора Весніна. Одночасно у 1925—1926 працював молодшим інженером проектного бюро побудови інституту мінеральної сировини. Дипломний проект, завод сірчаної кислоти, був опублікований, у вітчизняному журналі «Сучасна архітектура» і за кордоном.
Протягом 1926—1927 років працював інженером будівельного відділу Вищої ради народного господарства тресту «Метахім», управління «Дніпробуду» Вищої ради народного господарства; протягом 1927—1932 років працював у Москві архітектором, керівником групи архітекторів, завідувачем відділом; протягом 1932—1935 років — помічником головного архітектора «Середволміськубуду» (Москва, Народний комісаріат важкої промисловості); протягом 1935—1936 років — головнии архітектором «Чирчикбуду» (Москва, Чирчик); протягом 1936—1938 років — керівником архітектурної майстерні і заступником головного архітектора Центрального аерогідродинамічного інституту у Москві. Одночасно у 1934—1938 роках викаладав у Московському інженерно-будівельному інституті. Протягом 1938—1941 років працював головним архітектором архітектурно-проектної майстерні № 1 Народного комісаріату важкої промисловості у Москві; протягом 1942—1944 років — старшим науковим співробітником Академії архітектури СРСР, заступником директора Інституту містобудування (Москва, Чимкент); протягом 1944—1951 років — головним архітектором «Дніпробуду» Міністерства електростанцій СРСР (Запоріжжя); протягом 1951—1961 років — головним архітектором Інституту «Гідроенергопроект» Міністерства електростанцій СРСР.
Протягом 1967—1985 років — викладач Московського архітектурного інституту. З 1966 по 1985 рік жив в Москві в будинку архітекторів на Ростовській набережній № 5. Помер в Москві 16 квітня 1985 року. Похований в Москві в колумбарії Новодівочого кладовища.

## Споруди, праці
Брав участь в проектуванні, будівництві (1927—1932) і відновленні (1944—1952) «Дніпрогесу», а також;
будівництві
- житлових районів Запоріжжя (1930—1936, 1938);
- річкового вокзалу та літнього театру у Соцмістечку Запоріжжя (1933);
- житлового району під Москвою (тепер у складі міста Жуковського, 1936);
- житлових будинків і Палацу нафтовиків в Баку (1942);
- будівлі управління «Дніпроенерго» в Запоріжжі (1948);
- будівлі управління «Дніпрогесу» (разом з Юрієм Гумбургом);

проектуванні
- Каховської ГЕС (разом з Юрієм Гумбургом, 1951—1955);
- Кременчуцької ГЕС (1955);
- Чебоксарської ГЕС (1959);
- Каунаської ГЕС (разом з П. Л. Рижиковим, 1960);
- Братської ГЕС (керівник авторського колективу, 1960—1968).

Конкурсні проекти:
- Державний театр для Самарканда (1927);
- будівля проектної організацій для Харкова (1930);
- малометражні квартири (1944);
- будівля сільради (1945);
- житлові секції для південних районів (1947);
- проект забудови з пам'ятником Володимиру Леніну в Запоріжжі — громадський центр (разрм з Іриною Орловою-Купеціо, 1949).

Пам'ятники:
- невідомому солдату на «Дніпрогесі» (1951);
- Ф. Г. Логінову — начальнику будівництва Дніпровського гідровузла (1959).

Автор публікацій:
- «О мерах по развитию стандартного домостроения» (Москва, 1958) (рос.);
- «Роль архитекторов в решении задачи переустройства сельских населённых мест» (Краснодар, 1968) (рос.).

Писав статті в періодичних виданнях, присвячені проблемам промислової архітектури та архітектури житла.

## Відзнаки
- Нагороджений двома орденами Леніна, орденом Жовтневої Революції, медалями;
- Сталінська премія (1951);
- Державна премія РРФСР (за проект Братської ГЕС, 1969);
- Народний архітектор СРСР з 1970 року.

## Вшанування пам'яті
1 жовтня 2001 року, на 100-річчя з дня народження архітектора, в Курську на будівлі в якому раніше було Курське відділення Спілки архітекторів було відкрито меморіальну дошку. Друга меморіальна дошка була встановлена на будинку де народився Георгій Михайлович.
В Москві, на будинку на Ростовській набережній № 5, де з 1966 по 1985 рік жив архітектор, також встановлено меморіальну дошку.